# Skullmonkeys
Skullmonkeys est un jeu vidéo de plates-formes développé par The Neverhood, Inc. et édité par Electronic Arts, sorti en 1998 sur PlayStation.
Il fait suite à The Neverhood dont il reprend partiellement la direction artistique : le jeu est agrémenté de scénettes filmées avec des personnages en Pâte à modeler.

## Système de jeu
Skullmonkeys est un jeu de plates-formes en 2D, un genre moins populaire en 1998 que durant les générations précédentes ; bien que certains titres comme Oddworld : L'Odyssée d'Abe ou Klonoa: Door to Phantomile étaient plébiscités.
Klaymen, le héros, parcourt 17 niveaux sur la planète Idznak. Il peut sauter sur ses ennemis (rebondir pour sauter plus haut) et ramasser divers bonus qui lui confèrent des capacités spéciales comme tirer, se dédoubler, ou faire disparaitre tous les ennemis à l'écran.
Chaque niveau renferme 3 runes qui ouvrent l'accès à un stage bonus. Il y aussi des niveaux spéciaux 1970s.

Le jeu utilise un système de sauvegarde par mot-de-passe.

## Accueil
Skullmonkeys a été salué pour sa direction artistique unique, son humour et sa musique. Ses systèmes de jeu et son leveldesign, généralement jugés trop standards, ont été moins bien reçu.
- Famitsu : 26/40[1]
- GameSpot : 5/10[2]